# Northern League
Northern League (för närvarande sponsrad av Ebac och därför kallad Ebac Northern League) är en fotbollsliga i nordöstra England för halvprofessionella klubbar och amatörklubbar.
Northern League grundades 1889 och är den näst äldsta ligan i England efter English Football League (EFL). Ligan består av två divisioner. Northern League Division 1 ligger på steg nio i det engelska ligasystemet och Northern League Division 2 ligger på steg tio. Vinnaren av Division 1 är kvalificerad för spel i Northern Premier Leagues Division One North West eller Division One South East under vissa förutsättningar.